# Przykre
Przykre lub Przykra (768 m) – szczyt w Paśmie Leluchowskim, które w polskiej regionalizacji fizycznogeograficznej według Jerzego Kondrackiego zaliczone zostało do Beskidu Sądeckiego, w nowszej regionalizacji z 2018 r. wraz z Górami Lubowelskimi do Pogórza Popradzkiego. Przykre znajduje się w grzbiecie odchodzącym od wierzchołka 878 m tuż po północno-wschodniej stronie Dubnego (885 m). Grzbiet ten opada na północ poprzez wierzchołek Stupnego (817 m) do doliny Muszynki w Powroźniku. Doliną po jego zachodniej stronie spływa potok Młynne, a doliną po wschodniej stronie potok Stupne. Cały masyw Przykrej jest porośnięty lasem i nie prowadzi przez niego żaden szlak turystyczny.
Przykre znajduje się w granicach wsi Powroźnik w województwie małopolskim, w powiecie nowosądeckim, w gminie Muszyna.